# La llei del més fort
La llei del més fort és un aforisme sobre l'origen de la moral. D'aquest aforisme, i tenint en compte que habitualment el més fort és el qui mana, en podrien sortir: "El qui mana imposa la [seva] llei" o "Els qui manen imposen les [seves] lleis"; de la mateixa manera amb "Qui mana és el diner" podria dir-se "Els diners imposen la [seva] llei".
De manera descriptiva, afirma que la visió d'una societat sobre el bé i el mal està determinada pels qui tenen el poder, amb un significat semblant a "La història l'escriuen els vencedors". És a dir, tot i que totes les persones tenen les seves idees personals sobre el bé, només aquells prou forts per a superar els obstacles i els enemics poden posar en pràctica les seves idees i difondre les seves pròpies normes a la societat en general. Montague va definir la cratocràcia (del grec κρατερός krateros, que significa "fort") com un govern basat en el poder coercitiu, per aquells prou forts per prendre el control mitjançant la violència física o la manipulació demagògica.
"La llei del més fort" ha estat descrit com el credo dels règims totalitaris. El sociòleg Max Weber va analitzar les relacions entre el poder d'un estat i la seva autoritat moral a Wirtschaft und Gesellschaft. Els estudiosos realistes de la política internacional utilitzen la frase per descriure l'"estat de naturalesa" en què el poder determina les relacions entre estats sobirans.
De manera prescriptiva (o normativa), la frase s'utilitza més sovint de manera pejorativa, per protestar contra la tirania percebuda.
La frase de vegades té una connotació positiva en el context de la moral dels amos o el darwinisme social, que sostenen que els membres més forts d'una societat haurien de governar i determinar els seus estàndards de bé i mal, així com els seus objectius per al bé general.